# Pfarrkirche Hagenberg im Mühlkreis
Die Pfarrkirche Hagenberg im Mühlkreis steht im Nordwesten der Schlosskapelle vom Schloss Hagenberg in der Marktgemeinde Hagenberg im Mühlkreis im Bezirk Freistadt in Oberösterreich. Die dem Heiligen Josef von Nazaret geweihte römisch-katholische Pfarrkirche gehört zum Dekanat Gallneukirchen in der Diözese Linz.

## Geschichte
Die Schlosskapelle war die ehemalige Pfarrkirche. 1982/1983 wurde nach den Plänen der Architekten Othmar Kainz und Gottfried Nobl die neue Pfarrkirche erbaut.

## Architektur
Der unregelmäßige achteckige arenaartige Zentralbau mit einem innen offenen Dachstuhl zeigt unterschiedlichen Dachschrägen, welche durch Stufungen verbunden sind. Die Glasfenster schuf Rudolf Kolbitsch in der Bauzeit.

## Ausstattung
Es gibt ein Ölbild Heilige Sippe mit Gottvater, Propheten, Chor der Engel aus dem dritten Viertel des 17. Jahrhunderts. Das neubarocke Taufbecken trägt einen Aufsatz mit Christus Salvator und Johannes der Täufer aus dem 19. Jahrhundert.